# Gabinete de la Ciudad de Buenos Aires
El Gabinete del Gobierno de la ciudad de Buenos Aires está compuesto por los Ministerios establecidos a través de una ley especial, a iniciativa del Poder Ejecutivo, que fija su número y competencias. Los Ministros o Ministras y demás funcionarios del Poder Ejecutivo son nombrados y removidos por el Jefe de Gobierno. Actualmente el gabinete está compuesto por diez ministerios, cinco secretarías y la Jefatura de Gabinete.
El Jefe de Gobierno nombra al Jefe de Gabinete o Ministro Coordinador, quien coordina y supervisa las actividades de los ministros y secretarios, dirige el acuerdo del Gabinete y preside sobre el mismo en la ausencia del Jefe de Gobierno. 

## Composición Actual

### Ministerios
| Ministerio                                     | Titular    | Titular                   | Período                 | Período | Partido | Partido | Ref.  |
| Ministerio                                     | Fotografía | Nombre                    | Inicio                  | Final   | Partido | Partido | Ref.  |
| ---------------------------------------------- | ---------- | ------------------------- | ----------------------- | ------- | ------- | ------- | ----- |
| Jefatura de Gabinete de Ministros              |            | Gabriel Sánchez Zinny     | 18 de diciembre de 2024 | -       |         | PRO     |       |
| Ministerio de Hacienda y Finanzas              |            | Gustavo Arengo Piragine   | 7 de diciembre de 2023  | -       |         | PRO     |       |
| Ministerio de Justicia                         |            | Gabino Mario Tapia        | 7 de diciembre de 2023  | -       |         | PRO     |       |
| Ministerio de Seguridad                        |            | Horacio Gimenez           | 4 de marzo de 2025      | -       |         | Ind.    |       |
| Ministerio de Salud                            |            | Fernán Quirós             | 10 de diciembre de 2019 | -       |         | Ind.    |       |
| Ministerio de Educación                        |            | Mercedes Miguel           | 7 de diciembre de 2023  | -       |         | Ind.    |       |
| Ministerio de Desarrollo Económico             |            | Hernán Lombardi           | 4 de marzo de 2025      | -       |         | PRO     | [ 2 ] |
| Ministerio de Cultura                          |            | Gabriela Bárbara Ricardes | 7 de diciembre de 2023  | -       |         |         |       |
| Ministerio de Desarrollo Humano y Hábitat      |            | Gabriel Sebastián Mraida  | 7 de diciembre de 2023  | -       |         |         |       |
| Ministerio de Infraestructura                  |            | Pablo Jose Bereciartua    | 7 de diciembre de 2023  | -       |         |         |       |
| Ministerio de Espacio Público e Higiene Urbana |            | Ignacio Miguel Baistrocci | 7 de diciembre de 2023  | -       |         |         |       |
| Fuente: GCBA                                   |            |                           |                         |         |         |         |       |

### Secretarías
| Secretaría                                 | Titular    | Titular                 | Período                | Período | Partido | Partido | Ref. |
| Secretaría                                 | Fotografía | Nombre                  | Inicio                 | Final   | Partido | Partido | Ref. |
| ------------------------------------------ | ---------- | ----------------------- | ---------------------- | ------- | ------- | ------- | ---- |
| Secretaría Legal y Técnica                 |            | María Leticia Montiel   | 7 de diciembre de 2023 | -       |         |         |      |
| Secretaría General                         |            | Fulvio Valerio Pompeo   | 7 de diciembre de 2023 | -       |         |         |      |
| Secretaría de Gobierno y Vínculo Ciudadano |            | César Ángel Torres      | 7 de diciembre de 2023 | -       |         |         |      |
| Secretaría de Asuntos Estratégicos         |            | Guillermo Andrés Romero | 7 de diciembre de 2023 | -       |         |         |      |
| Secretaría de Comunicación                 |            | Gustavo Gago            | 7 de diciembre de 2023 | -       |         |         |      |